# Hennadij Korban

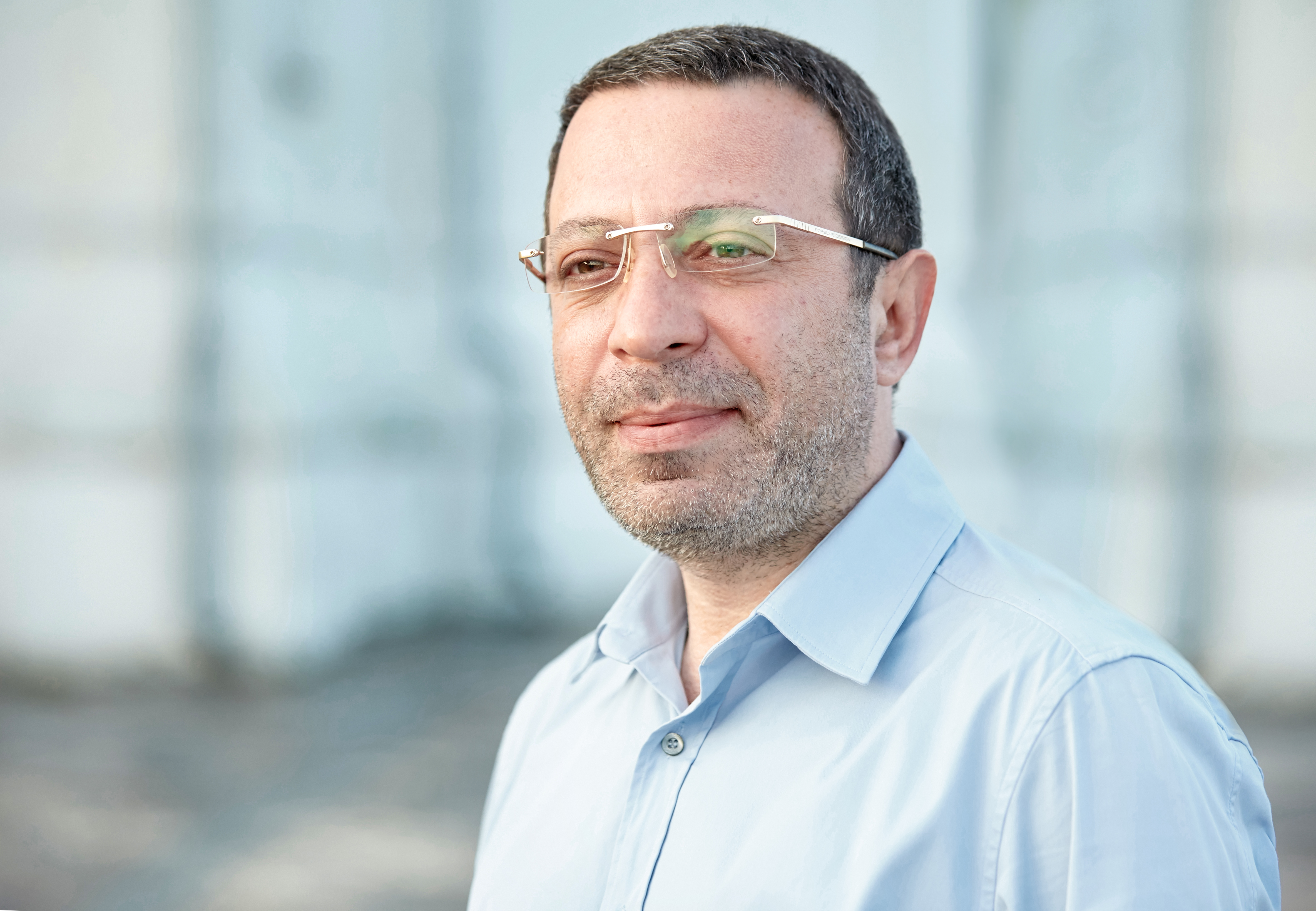
Hennadij Korban 2015

Hennadij Olehowytsch Korban (ukrainisch Геннадій Олегович Корбан; * 24. Mai 1970 in Dnipropetrowsk, Ukrainische SSR) ist ein ukrainischer Geschäftsmann und Politiker.

## Leben
Hennadij Korban kam als Sohn einer jüdischen Ingenieursfamilie im sowjetischen Dnipropetrowsk zur Welt. Von 1988 bis 1990 leistete er seinen Wehrdienst bei der Roten Armee. Er studierte von 1994 bis 1997 Ökonomie an der Nationalen Bergbauuniversität der Ukraine in Dnipropetrowsk.
Seit 1999 arbeitet er mit Ihor Kolomojskyj und dessen Privat-Gruppe zusammen.
Von 2001 an war er der Aufsichtsratsvorsitzende des Südlichen-Minen und Prozess-Kombinats und seit 2005 ist er Aufsichtsratsmitglied von Ukrnafta, dem größten ukrainischen Öl- und Gasförderunternehmen.
Laut Forbes-Ukraine war er 2014 mit einem Vermögen von 108 Mio. US-$ Nummer 71 im Ranking der 100 reichsten Ukrainer.
Vom 16. März 2014 bis zum 24. März 2015 war er unter dem Gouverneur der Oblast Dnipropetrowsk Ihor Kolomojskyj dessen Stellvertreter in der Oblast.
Im September 2014 erhielt er den ukrainischen Orden „Für Tapferkeit“ 3. Klasse. Seit der Gründung der Partei  „UKROP“ im Juni 2015 war er deren Parteivorsitzender und trat im Oktober 2015 als Kandidat der Partei bei den Kommunalwahlen in der Ukraine als Bürgermeisterkandidat von Kiew an, wo er 2,61 % der Wählerstimmen erhielt.
Am 31. Oktober 2015 wurde Korban in Dnipropetrowsk verhaftet.
Ihm wird vorgeworfen, vier Paragraphen des Strafgesetzbuches verletzt zu haben: § 255: Schaffung einer organisierten kriminellen Vereinigung, § 191: Unterschlagung, Veruntreuung, § 349: Festnahme von einem Behördenvertreter und § 289: Entführung im Straßenverkehr. Am 28. Dezember 2015 wurde die Inhaftierung von Korban um 60 weitere Tage verlängert und am 29. Dezember 2015 veröffentlichte die Generalstaatsanwaltschaft der Ukraine einen Teil der Akten des Falles Korban.
Am 23. Januar 2016 wurde er auf einer Sitzung des politischen Rates der Partei „UKROP“ als Parteivorsitzender abgesetzt.

## Privat
Korban ist verheiratet und Vater von vier Söhnen. Sein Hobby ist das Sammeln zeitgenössischer Kunstwerke.